# S-Bahn Rhin-Ruhr
La S-Bahn Rhin-Ruhr est un réseau de S-Bahn de la région métropolitaine Rhin-Ruhr.

## Les lignes
| Ligne | Parcours | Tracé |
| ----- | --- | ----- |
| S1    | Dortmund Hbf – Bochum – Essen Hbf – Mülheim (Ruhr) – Duisbourg Hbf – Düsseldorf Airport – Düsseldorf Hbf – Hilden – Solingen     |       |
| S2    | Dortmund – Dortmund-Dorstfeld – Dortmund-Mengede – Herne – (Gelsenkirchen – (Oberhausen – Duisbourg) ou Essen) ou Recklinghausen |       |
| S3    | Oberhausen – Mülheim (Ruhr) – Essen – Essen-Steele – Hattingen (Ruhr) Mitte                                                      |       |
| S4    | Dortmund-Lütgendortmund – Dortmund–Dorstfeld – Unna-Königsborn – Unna                                                            |       |
| S5    | Dortmund – Witten – Wetter (Ruhr) – Hagen                                                                                        |       |
| S6    | Essen – Ratingen Ost – Düsseldorf – Langenfeld (Rheinl) – Cologne Messe/Deutz - Cologne Hbf – Cologne-Nippes                     |       |
| S7    | Wuppertal-Ville - Solingen-Ville                                                                                                 |       |
| S8    | Hagen – Wuppertal Hbf – Wuppertal-Vohwinkel – Düsseldorf – Neuss – Mönchengladbach                                               |       |
| S9    | Haltern am See – Gladbeck West – Bottrop – Essen – Essen-Steele – Velbert-Langenberg – Wuppertal-Vohwinkel – Wuppertal           |       |
| S11   | Düsseldorf Airport Terminal – Düsseldorf – Neuss – Cologne-Nippes – Cologne – Bergisch Gladbach                                  |       |
| S12   | Düren – Horrem – Cologne Ehrenfeld - Cologne Hbf – Troisdorf – Siegburg/Bonn – Au (Sieg)                                         |       |
| S19   | Düren -Au (Sieg) |       |
| S23   | Bad Münstereifel - Bonn-Ville |       |
| S28   | Mettmann Stadtwald – Düsseldorf – Neuss – Kaarster See                                                                           |       |
| S68   | Wuppertal-Vohwinkel – Düsseldorf – Langenfeld (Rheinl)                                                                           |       |